# 代 (明尼蘇達州)
代是位於美國明尼蘇達州伊善提縣梅普爾里奇鎮區的一個非建制地區。

## 地理
代所處的海拔為高於海平面315米（即1033英呎），而該地所採用的時區為UTC-6，即北美中部時區（CST）。同時該地設有夏令時間，為UTC-6調快一小時，即UTC-5（CDT）。